# Estadio Parque Juan López
El Estadio Parque Juan López es un recinto deportivo ubicado en Calle Pedro Aguirre Cerda en la ciudad de Antofagasta, Chile. Posee una superficie de pasto sintético y capacidad para 4000 espectadores.
En este recinto, el Club de Deportes Antofagasta ha disputado partidos de la Primera División B y partidos de baja convocatoria en la Primera División de Chile. Cobreloa también disputó un partido como local en este estadio mientras se realizaba la remodelación de su estadio.

## Historia
El Estadio Parque Juan López es un recinto que fue construido como un parque recreacional para la comunidad Antofagastina,
posee canchas de basquetbol y una cancha de fútbol con superficie sintética.
En 2011, debido al cierre del Estadio Regional de Antofagasta producto de su remodelación, el Club Deportes Antofagasta debió buscar un nuevo recinto para jugar sus partidos de local, por lo cual se decidió utilizar el Parque Juan López, pero al no contar éste con las exigencias mínimas para disputar un partido de fútbol profesional, la municipalidad decidió invertir $250 000 000 para su remodelación.
Las obras duraron aproximadamente tres meses en los cuales se ampliaron los dos camarines existentes, y se construyó uno tipo contenedor para los árbitros, se instalaron tres galerías mecano, se construyeron casetas de transmisión y se habilitaron boleterías.
En el 2013, previo a la inauguración del remodelado Estadio Regional Calvo y Bascuñán y debido a la reciente demolición del entonces Estadio Municipal de Calama, Cobreloa disputó un partido como local frente a Huachipato por la cuarta fecha del Torneo de Transición de la Primera División de Chile con resultado 3-3.

## Primer Partido Profesional

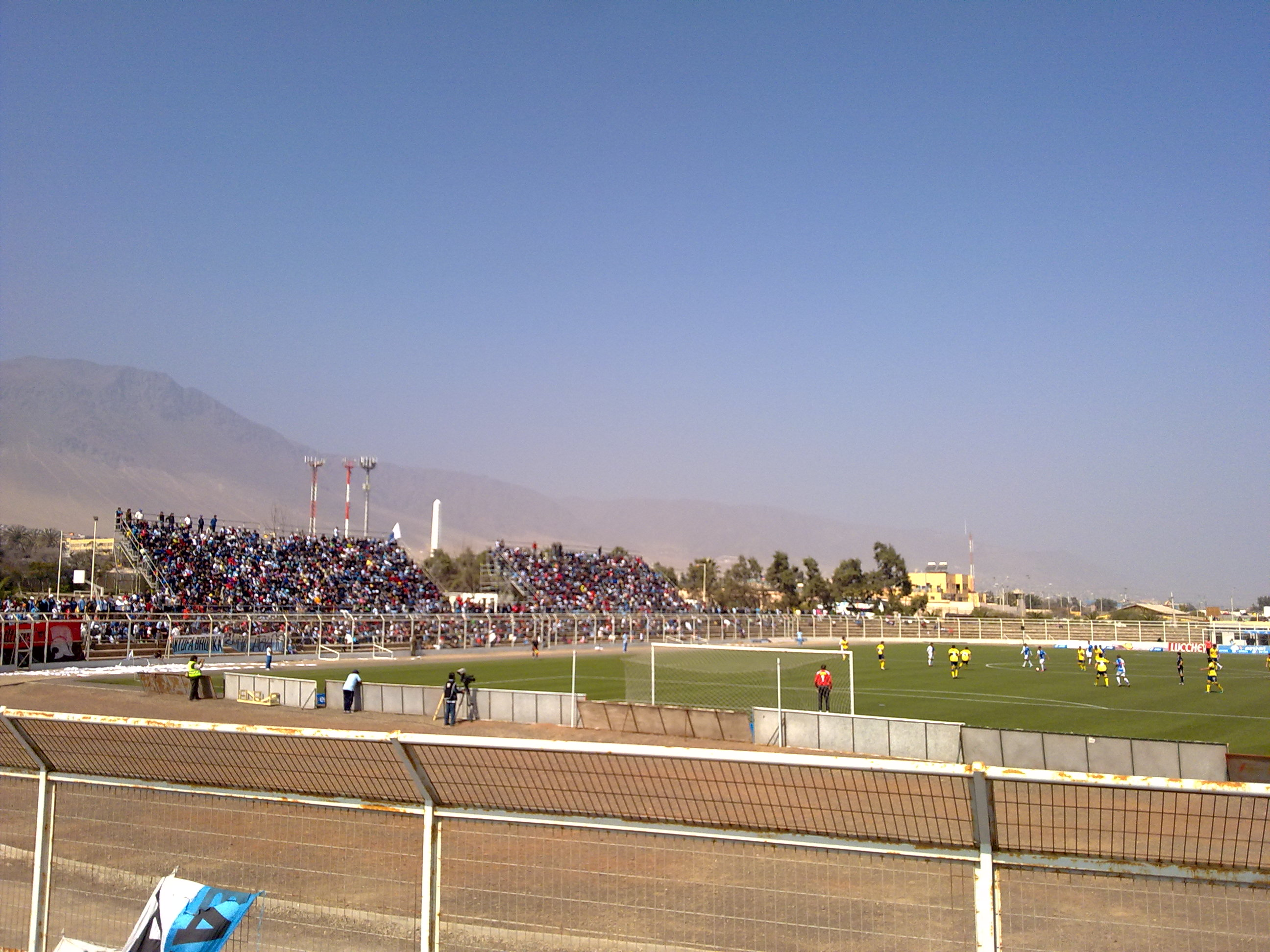
Primer Partido Profesional disputado en el Parque Juan López.

El primer partido de fútbol profesional disputado en el Estadio Parque Juan López fue el 7 de agosto de 2011
entre Club Deportes Antofagasta y Everton de Viña del Mar, partido válido por la 2.ª Fecha del Torneo de Clausura de la Primera B de Chile, el árbitro del encuentro fue Patricio Blanca y el marcador fue
favorable a Everton de Viña del Mar por 2-1, los goles fueron anotados por Alex Von-Schwedler y Marco Lazaga para Everton, el descuento fue de Rodrigo Barra para Deportes Antofagasta mediante lanzamiento penal.
En el año 2013, Cobreloa disputó como local su encuentro frente a Huachipato válido por la cuarta fecha del Torneo de Transición luego de que el Estadio Municipal de Calama entrara en etapa de remodelación. El resultado fue empate a tres goles.

## Capacidad
Si bien el Estadio Parque Juan López posee una capacidad física para aproximadamente 4000 espectadores, al no contar con las medidas de seguridad requeridas por la ANFP, sólo es autorizado a jugar partidos con una capacidad máxima de 2200 espectadores en partidos de la Primera División de Chile, quedando prohibido disputar partidos de alta convocatoria.